# Krasnowola (rejon kowelski)
Krasnowola (ukr. Красноволя) – wieś na Ukrainie w rejonie kowelskim obwodu wołyńskiego.
Znajduje tu się stacja kolejowa Moszczona, położona na linii Kijów – Kowel – Brześć.